# Marquesado de Camarasa
El marquesado de Camarasa es un título nobiliario español creado por el rey Carlos I el 18 de febrero de 1543 a favor de Diego Sarmiento de los Cobos, hijo de Francisco de los Cobos, Secretario Universal de dicho monarca, como regalo por su matrimonio con Francisca Luisa de Luna y Mendoza, señora de Camarasa, Ricla, Alfamén, Villafeliche, etc. Su nombre se refiere al municipio catalán de Camarasa, en la provincia de Lérida. La Casa de los Cobos tenía en el reino de Jaén los señoríos de Canena, Jimena, Sabiote y Torres. Hoy día, este título, está incorporado a la casa de Medinaceli.
En 10 de mayo de 1640, el rey Felipe IV concedió la grandeza de España al tercer titular, Diego de los Cobos Guzmán y Luna, también llamado Diego Sarmiento de los Cobos y Guzmán.

## Titulares
|                       | Titular                                                                        | Periodo               |
| Creación por Carlos I | Creación por Carlos I                                                          | Creación por Carlos I |
| --------------------- | ------------------------------------------------------------------------------ | --------------------- |
| I                     | Diego de los Cobos                                                             | 1543-1576             |
| II                    | Francisco Manuel de los Cobos y Luna                                           | 1576-1616             |
| III                   | Diego Sarmiento de los Cobos                                                   | 1616-1645             |
| IV                    | Manuel Gómez Manrique de los Cobos                                             | 1645-1668             |
| V                     | Baltasar de los Cobos y Luna                                                   | 1668-1715             |
| VI                    | Miguel Gómez de los Cobos                                                      | 1715-1733             |
| VII                   | María Micaela Gómez de los Cobos                                               | 1733-1747             |
| VIII                  | Leonor Isabel de los Cobos                                                     | 1747-1762             |
| IX                    | María Ignacia Sarmiento de los Cobos                                           | 1762-1773             |
| X                     | Baltasara Teresa de los Cobos                                                  | 1773-1791             |
| XI                    | Domingo Gayoso de los Cobos                                                    | 1791-1803             |
| XII                   | Joaquín María Gayoso de los Cobos y Bermúdez de Castro                         | 1803-1849             |
| XIII                  | Francisco de Borja Gayoso de los Cobos y Téllez-Girón                          | 1850-1860             |
| XIV                   | Jacobo María Gayoso de los Cobos y Téllez-Girón                                | 1860-1877             |
| XV                    | Francisca de Borja Gayoso de los Cobos y Sevilla                               | 1877-1926             |
| XVI                   | Ignacio Fernández de Henestrosa y Gayoso de los Cobos                          | 1927-1948             |
| XVII                  | María Victoria Eugenia Fernández de Córdoba-Figueroa y Fernández de Henestrosa | 1948-2013             |
| XVIII                 | Victoria Elisabeth von Hohenlohe-Langenburg                                    | 2018-actual titular   |

## Historia de los marqueses de Camarasa
- Diego de los Cobos (Úbeda, ¿?-1576), I marqués de Camarasa,[2] II señor de Sabiote, Recena, Torres y Jimena, comendador mayor de León en la Orden de Santiago y Trece de la orden, adelantado mayor de Cazorla.[1]

Contrajo matrimonio en Madrid el 26 de enero de 1543 con Francisca Luisa de Luna, señora de Ricla, Camarasa y Villafeliche, hija de Francisco López de Luna y de Inés de Mendoza. Le sucedió su hijo:
- Francisco Manuel de los Cobos y Luna (m. diciembre de 1616), II marqués de Camarasa,[2] I conde de Ricla en enero de 1589, adelantado de Cazorla y virrey de Aragón.[1]

Contrajo matrimonio con Ana Félix de Guzmán (m. Madrid, 8 de junio de 1612,  hija de Pedro Pérez de Guzmán y Zúñiga, I conde de Olivares, y de Francisca de Ribera. Le sucedió su hijo:
- Diego Sarmiento de los Cobos (m. 19  de diciembre de 1645), III marqués de Camarasa, grande de España (GE),[2] y II conde de Ricla.

Casó con Ana Centurión y Córdoba.  Sin descendencia, le sucedió su sobrino:
- Manuel Gómez Manrique de los Cobos (m. 16 de julio de 1668, IV marqués de Camarasa.[2]

Casó en primeras nupcias con Teresa de Sotomayor, vizcondesa de Crecente.  Contrajo un segundo matrimonio con Isabel Portocarrero y Luna.  Le sucedió su hijo del segundo matrimonio:
- Baltasar de los Cobos y Luna (m. 6 de noviembre de 1715), V marqués de Camarasa,[2] IX conde de Castrojeriz, V conde de Ricla,[4] virrey de Aragón, general de las galeras de España y caballero de la Orden del Toisón de Oro.[3]

Contrajo matrimonio el 8 de octubre de 1673 con Isabel de Velasco. Le sucedió su sobrino:
- Miguel Gómez de los Cobos (m. 16 de junio de 1733), VI marqués de Camarasa,[2][3] X conde de Castrojeriz, VI conde de Ricla.[4]

Casó en 1722 con María Juliana de Palafox y Centurión. Le sucedió su hija:
- María Micaela Gómez de los Cobos (1701-10 de marzo de 1747), VII marquesa de Camarasa,[2][3] XI condesa de Castrojeriz y VII condesa de Ricla.[4]

Contrajo matrimonio el 19 de septiembre de 1746 con Ambrosio Funes de Villalpando. Le sucedió su tía paterna:
- Leonor Isabel de los Cobos (m. 1762), VIII marquesa de Camarasa[2] y XII condesa de Castrojeriz,[4]

Le sucedió su hermana:
- María Ignacia Sarmiento de los Cobos (m. 1773), IX marquesa de Camarasa[2]

Casó con Luis Lasso de la Vega. Le sucedió su hermana:
- Baltasara Teresa de los Cobos (m. 13 de noviembre de 1791), X marquesa de Camarasa,[2] XIV condesa de Castrojeriz, X condesa de Ricla. Soltera, sin descendencia, le sucedió su sobrino segundo:[5]

- Domingo Gayoso de los Cobos (Torre de Junqueras, La Puebla del Caramiñal, La Coruña 3 de octubre de 1736-4 de septiembre de 1803),[6] XI marqués de Camarasa,[3], IX conde de Ricla,[4] XV conde de Castrojeriz[7] estos últimos tres títulos heredados de su tía segunda, Baltasara Teresa de los Cobos[5] VI marqués de San Miguel das Penas y la Mota, IX conde de Amarante y IV marqués de la Puebla de Parga, XIV conde de Rivadavia, título heredado de su tío segundo Diego Sarmiento de Mendoza, fallecido en 1776.[8] Era hijo de Fernando Gayoso Arias Ozores y López de Lemos (1697-Valladolid, 28 de octubre de 1751), IV marqués de San Miguel das Penas y la Mota, VII conde de Amarante,[9] y de su esposa, María Josefa de los Cobos Bolaño (m. Madrid, 28 de agosto de 1767), III marquesa de la Puebla de Parga,[4] hija de Tomás de los Cobos y Luna y de su esposa María Josefa de Castro Bolaño, II marquesa de la Puebla de Parga.[10]

Casó el 8 de junio de 1771 con Ana Gertrudis Bermúdez de Castro (Betanzos, febrero de 1742-Madrid, 30 de diciembre de 1799), hija de Diego Luis Bermúdez de Castro Fajardo y Andrade (1698-27 de junio de 1771), señor de la fortaleza de Gondar y del pazo de Montecelo, y de su esposa, María Ignacia Taboada Mariño y Proaño (1704-1780). Le sucedió su hijo:
- Joaquín María Gayoso de los Cobos y Bermúdez de Castro (La Coruña, 4 de agosto de 1778-Madrid 6 de mayo de 1849),[7] XII marqués de Camarasa,[13] conde de Rivadavia y X conde de Ricla VII marqués de San Miguel das Penas y la Mota, X conde de Amarante,[14] conde de Castrojeriz y V marqués de la Puebla de Parga.[6]

Casó el 21 de diciembre de 1800 con María Josefa Téllez-Girón y Pimentel (Barcelona 17 de agosto de 1783-La Coruña, 11 de noviembre de 1817), hija de los IX duques de Osuna, Pedro Téllez-Girón y Pacheco y su esposa María Josefa Pimentel y Téllez-Girón. Le sucedió su hijo:
- Francisco de Borja Gayoso de los Cobos y Téllez-Girón (m. 25 de febrero de 1860), XIII marqués de Camarasa,[13] XI conde de Amarante, XVI conde de Rivadavia, XI conde de Ricla,[16] XVII conde de Castrojeriz, VI marqués de la Puebla de Parga,[17] prócer del reino y senador vitalicio.[18]  Sin descendencia, le sucedió su hermano:[16]

- Jacobo María Gayoso de los Cobos y Téllez-Girón (Santiago de Compostela, 14 de septiembre de 1816-París, 20 de diciembre de 1871), XIV marqués de Camarasa,[13] XII conde de Amarante,[19] XII conde de Ricla, XVIII conde de Castrojeriz, VII marqués de Puebla de Parga, XVII conde de Rivadavia.[20] y senador vitalicio.[21][22]

Contrajo matrimonio el 30 de junio  de 1853 con Ana María del Carmen de Sevilla y Villanueva Sousa (¿? Nueva York-Madrid, 12 de abril de 1866), dama noble de la Orden de María Luisa en 1854, hija de Jerónimo de Sevilla y León III marqués de Negrón y de María Francisca de Villanueva y Zaldívar, dama de María Luisa en 1841.  Le sucedió su hija:
- Francisca de Borja Gayoso de los Cobos y Sevilla (Nápoles, 12 de mayo de 1854-Madrid, 2 de abril de 1926), XV marquesa de Camarasa,[13] XIX condesa de Castrojeriz, VIII marquesa de la Puebla de Parga, marquesa de San Miguel das Penas y la Mota y XIII condesa de Ricla.

Casó el 10 de abril de 1877 con Ignacio Fernández de Henestrosa y Ortiz de Mioño, X conde de Moriana del Río y XII marqués de Cilleruelo..  Le sucedió su hijo:
- Ignacio Fernández de Henestrosa y Gayoso de los Cobos (Madrid, 30 de abril de 1880-10 de noviembre de 1948), XVI marqués de Camarasa,[13]  XIV conde de Amarante,[23] XVIII conde de Rivadavia, XX conde de Castrojeriz, XIV conde de Ricla, marqués de San Miguel das Penas y la Mota, III duque de Plasencia.[25]

Casó en Madrid el 7 de junio de 1918 con Blanca Pérez de Guzmán y Sanjuán.  Fueron padres de un hijo, Ignacio Fernández de Henestrosa y Pérez de Guzmán que falleció antes que su padre sin haber tenido descendencia.  Le sucedió su sobrina, hija de su hermana Ana María de los Dolores Fernández de Henestrosa y Gayoso de los Cobos (1879-1939) y su esposo Luis Jesús Fernández de Córdoba-Figueroa y Salabert, XVIII duque de Cardona, XVII duque de Segorbe, etc.
- María Victoria Eugenia Fernández de Córdoba-Figueroa y Fernández de Henestrosa (Madrid, 16 de abril de 1917-Sevilla, 18 de agosto de 2013), XVII marquesa de Camarasa,[13] XVIII ducado de Medinaceli|duquesa de Medinaceli,[13] XV condesa de Amarante,[27] XV condesa de Ricla,[27] IX marquesa de San Miguel das Penas y la Mota  y demás títulos. Le sucedió su bisnieta:

- Victoria Elisabeth von Hohenlohe-Langenburg, XVIII marquesa de Camarasa,[2] XIX duquesa de Medinaceli y demás títulos.[28]